# Maakies
Maakies è una striscia a fumetti scritta da Tony Millionaire. 
È stata pubblicata a partire dal febbraio 1994 sul settimanale New York Press. Inoltre è stato presentato in precedenza su diverse riviste come The Stranger, LA Weekly e Only. In Italia è stato pubblicato sulla rivista Linus dal luglio 2006 al marzo 2008.

## Trama
Maakies è incentrato sulle disavventure dei due marinai Zio Gabby e Corvo Brillo, rispettivamente una scimmia irlandese e un corvo, che hanno un'inclinazione all'alcolismo, la violenza, il suicidio e le malattie veneree.  Le vicende si svolgono in genere in un ambiente nautico di inizio XIX secolo. 

## Personaggi
- Zio Gabby (in originale: Uncle Gabby).
- Corvo Brillo (in originale: Drinky Crow).

## Realizzazione
Raramente c'è continuità tra le strisce. Il fumetto include spesso riferimenti visivi a opere d'arte storiche, in particolare alle arti grafiche popolari come l'ukiyo-e giapponese, le incisioni europee e i primi fumetti di giornali americani. Come molte strisce della domenica dell'inizio del XX secolo, ogni fumetto di Maakies di solito include una seconda striscia più piccola (nota come "topper") che corre lungo la parte inferiore della striscia principale. Tra i pannelli di queste strisce si alternano minuscoli disegni di paesaggi. Inoltre, un rimorchiatore (denominato una volta "l'enigmatico rimorchiatore Maakies") appare da qualche parte sullo sfondo di praticamente ogni striscia.
Percorre le strisce un umorismo nero, spesso perfino cinico e sadico; Millionaire stesso afferma: «Maakies [...] è il mio modo di scrivere e disegnare tutto ciò che mi fa desiderare di buttarmi in un fiume, un modo di ridere dell'orrore di essere vivi.».
Le strisce sono ambientate in un imprecisato mondo marinaresco, che sembra oscillare tra il periodo delle guerre napoleoniche e l'età vittoriana; ma il vulcanico sperimentalismo di Millionaire fa sì che i personaggi, le ambientazioni e lo stile comico siano estremamente variabili.
Vario è anche l'universo artistico a cui fa riferimento la striscia: nel segno grafico è forte il richiamo al tratto dei fumetti americani di inizio Novecento, ma anche all'incisione e al Giapponese ukiyo-e. Un virtuosismo grafico che si evidenzia soprattutto nella cura quasi maniacale con cui vengono riprodotte le imbarcazioni (vascelli, pescherecci o vaporiere ogni volta diversi). Al linguaggio scurrile spesso si affiancano citazioni letterarie, soprattutto poesia (Thomas Eliot, Terrence Ross). E sempre guardando ai vecchi fumetti pubblicati sui quotidiani statunitensi si rifà la presenza, sotto le vignette, di una seconda piccola striscia in cui invece il segno grafico appare semplificato.

## Opere derivate

### Cortometraggi
Alcuni cortometraggi animati con Flash e basati sui fumetti Maakies sono stati mostrati durante il Saturday Night Live a partire dal 1998. Sono state prodotte sei animazioni di cui solo due sono state trasmesse. Tutte le animazioni sono state incluse nella raccolta di DVD God Hates Cartoons, pubblicata da Bright Red Rocket. Un cortometraggio con i personaggi di Maakies intervalla le due metà del documentario Gigantic della band They Might Be Giants, distribuito nel 2002.

### Serie animata
Una serie animata intitolata The Drinky Crow Show è stata prodotta dal blocco televisivo Adult Swim, in onda su Cartoon Network. In precedenza la rete ha presentato un episodio pilota il 13 maggio 2007 che ha portato ad un rinnovo per una stagione di dieci episodi trasmessi dal 23 novembre 2008 al 25 gennaio 2009. Dino Stamatopoulos ha fornito la voce di Corvo Brillo, mentre i They Might Be Giants hanno registrato la sigla della serie.